# El Hadji Malick Diouf
Pour les articles homonymes, voir El-Hadji Diouf et Diouf.
El Hadji Malick Diouf, né le 28 décembre 2004 à Dakar au Sénégal, est un footballeur international sénégalais, qui évolue au poste d'arrière gauche ou de milieu gauche à West Ham United.

## Biographie

### Formation et débuts
Né dans le quartier de Médina à Dakar’, El Hadji Malick Diouf est formé à l'Académie Mawade Wade. 
Le 21 février 2023, il rejoint la Norvège en signant un contrat avec le Tromsø IL, courant jusqu'en décembre 2027.
Le 12 mars 2023, il joue son premier match professionnel avec le club norvégien, à l'occasion des huitièmes de finale de la Coupe de Norvège face à l'IK Start. Entré en jeu, il participe à la victoire de son équipe en marquant son pénalty lors de la séance de tirs au but (1-1, 5-4 t.a.b.).

### SK Slavia Prague
Le 11 janvier 2024, El Hadji Malick Diouf s'engage avec le Slavia Prague, signant un contrat courant jusqu'en juin 2028,’.
Le 18 février 2024, Diouf inscrit son premier but pour le Slavia Prague, lors d'une rencontre de championnat face au MFK Karviná. Titulaire, il participe à la victoire des siens par trois buts à zéro.
Avec le Slavia, il fait ses débuts en Ligue des champions face à l'Union Saint-Gilloise. Il est titularisé et son équipe l'emporte par trois buts à un.
Lors de la saison 2024-2025, il remporte le premier titre de sa carrière, en décrochant le championnat de Tchéquie.

### West Ham United
Le 15 juillet 2025, El Hadji Malick Diouf rejoint l'Angleterre afin de signer en faveur de West Ham United.

### Carrière en équipe nationale

#### Sélections jeunes
En 2021, Diouf est sélectionné avec l'équipe du Sénégal des moins de 20 ans pour disputer la Coupe arabe de la catégorie d'âge. Tenant du titre et invité au tournoi, le Sénégal atteint les huitièmes de finale, où il s’incline aux tirs au but face à l'Arabie Saoudite. Diouf participe à quatre rencontres durant la compétition.

#### Équipe du Sénégal A
Le 30 août 2024, Aliou Cissé le convoque pour la première fois en équipe nationale du Sénégal, dans une liste de 26 joueurs retenus pour affronter le Burkina Faso et le Burundi, dans le cadre des éliminatoires de la Coupe d’Afrique des nations 2025. Il honore sa première sélection le 9 septembre suivant contre le Burundi, en entrant en jeu à la place d’Ismail Jakobs. 

## Statistiques Détaillées

### En club
| Saison                | Club                  | Championnat           | Championnat | Championnat | Championnat | Coupe(s) nationale(s) | Coupe(s) nationale(s) | Coupe(s) nationale(s) | Compétition(s) continentale(s) | Compétition(s) continentale(s) | Compétition(s) continentale(s) | Compétition(s) continentale(s) | Total | Total | Total |
| Saison                | Club                  | Division              | M.          | B.          | P.d.        | M.                    | B.                    | P.d.                  | Comp.                          | M.                             | B.                             | P.d.                           | M.    | B.    | P.d.  |
| 2023                  | Tromsø IL             | Eliteserien           | 15          | 3           | 1           | 6                     | 0                     | 0                     | -                              | -                              | -                              | -                              | 21    | 3     | 1     |
| 2023-2024             | Slavia Prague         | Chance Liga           | 7           | 1           | 0           | 1                     | 1                     | 0                     | C3                             | 1                              | 0                              | 0                              | 9     | 2     | 0     |
| 2024-2025             | Slavia Prague         | Chance Liga           | 27          | 7           | 3           | 2                     | 0                     | 0                     | C1+C3                          | 4+8                            | 0                              | 0+1                            | 41    | 7     | 4     |
| Sous-total            | Sous-total            | Sous-total            | 34          | 8           | 3           | 3                     | 1                     | -                     | -                              | 12                             | 0                              | 1                              | 49    | 9     | 4     |
| Total sur la carrière | Total sur la carrière | Total sur la carrière | 49          | 11          | 4           | 9                     | 1                     | -                     | -                              | 13                             | 0                              | 1                              | 71    | 12    | 5     |

### En équipe nationale
| Saison                | Sélection             | Phases finales        | Phases finales | Phases finales | Phases finales | Éliminatoires | Éliminatoires | Éliminatoires | Matchs amicaux | Matchs amicaux | Matchs amicaux | Total | Total | Total |
| Saison                | Sélection             | Compétition           | M              | B              | Pd             | M             | B             | Pd            | M              | B              | Pd             | M     | B     | Pd    |
| --------------------- | --------------------- | --------------------- | -------------- | -------------- | -------------- | ------------- | ------------- | ------------- | -------------- | -------------- | -------------- | ----- | ----- | ----- |
| 2024-2025             | Sénégal               | -                     | -              | -              | -              | 4             | 0             | 0             | 2              | 0              | 0              | 6     | 0     | 0     |
| Total sur la carrière | Total sur la carrière | Total sur la carrière | -              | -              | -              | 4             | 0             | 0             | 2              | 0              | 0              | 6     | 0     | 0     |

### En sélection nationale
| Matchs internationaux de El Hadji Malick Diouf | Matchs internationaux de El Hadji Malick Diouf | Matchs internationaux de El Hadji Malick Diouf | Matchs internationaux de El Hadji Malick Diouf | Matchs internationaux de El Hadji Malick Diouf | Matchs internationaux de El Hadji Malick Diouf | Matchs internationaux de El Hadji Malick Diouf                  |
|                                                | Date                                           | Lieu                                           | Adversaire                                     | Résultat                                       | Compétition                                    | Notes                                                           |
| ---------------------------------------------- | ---------------------------------------------- | ---------------------------------------------- | ---------------------------------------------- | ---------------------------------------------- | ---------------------------------------------- | --------------------------------------------------------------- |
| 1.                                             | 9 septembre 2024                               | Bingu National Stadium, Lilongwe, Malawi       | Burundi                                        | 0 - 1                                          | Éliminatoires CAN 2025                         | Entre en jeu à la place d'Ismail Jakobs à la 90e minute de jeu. |
| 2.                                             | 15 octobre 2024                                | Bingu National Stadium, Lilongwe, Malawi       | Malawi                                         | 0 - 1                                          | Éliminatoires CAN 2025                         | Titulaire.                                                      |
| 3.                                             | 14 novembre 2024                               | Stade du 26-Mars, Bamako, Mali                 | Burkina Faso                                   | 0 - 1                                          | Éliminatoires CAN 2025                         | Titulaire.                                                      |
| 4.                                             | 19 novembre 2024                               | Stade Abdoulaye-Wade, Diamniadio, Sénégal      | Burundi                                        | 2 - 0                                          | Éliminatoires CAN 2025                         | Titulaire.                                                      |
| 5.                                             | 6 juin 2025                                    | Aviva Stadium, Dublin, Irlande                 | République d'Irlande                           | 1 - 1                                          | Match amical                                   | Entre en jeu à la place d'Ismail Jakobs à la 85e minute de jeu. |
| 6.                                             | 10 juin 2025                                   | City Ground, West Bridgford, Angleterre        | Angleterre                                     | 1 - 3                                          | Match amical                                   | Titulaire.                                                      |

## Palmarès

### En club
| Slavia Prague (1)                                  |
| -------------------------------------------------- |
| - Championnat de Tchéquie (1) : - Vainqueur : 2025 |

### Distinctions personnelles
- Meilleur joueur du mois du championnat de Tchéquie en septembre 2024[17]

- Élu meilleur joueur étranger de la saison en 2025
- Élu révélation de l’année en 2025[18]